# Podismopsis genicularibus
Podismopsis genicularibus är en insektsart som först beskrevs av Tokuichi Shiraki 1910.  Podismopsis genicularibus ingår i släktet Podismopsis och familjen gräshoppor. Inga underarter finns listade i Catalogue of Life.